# Alitalia Express

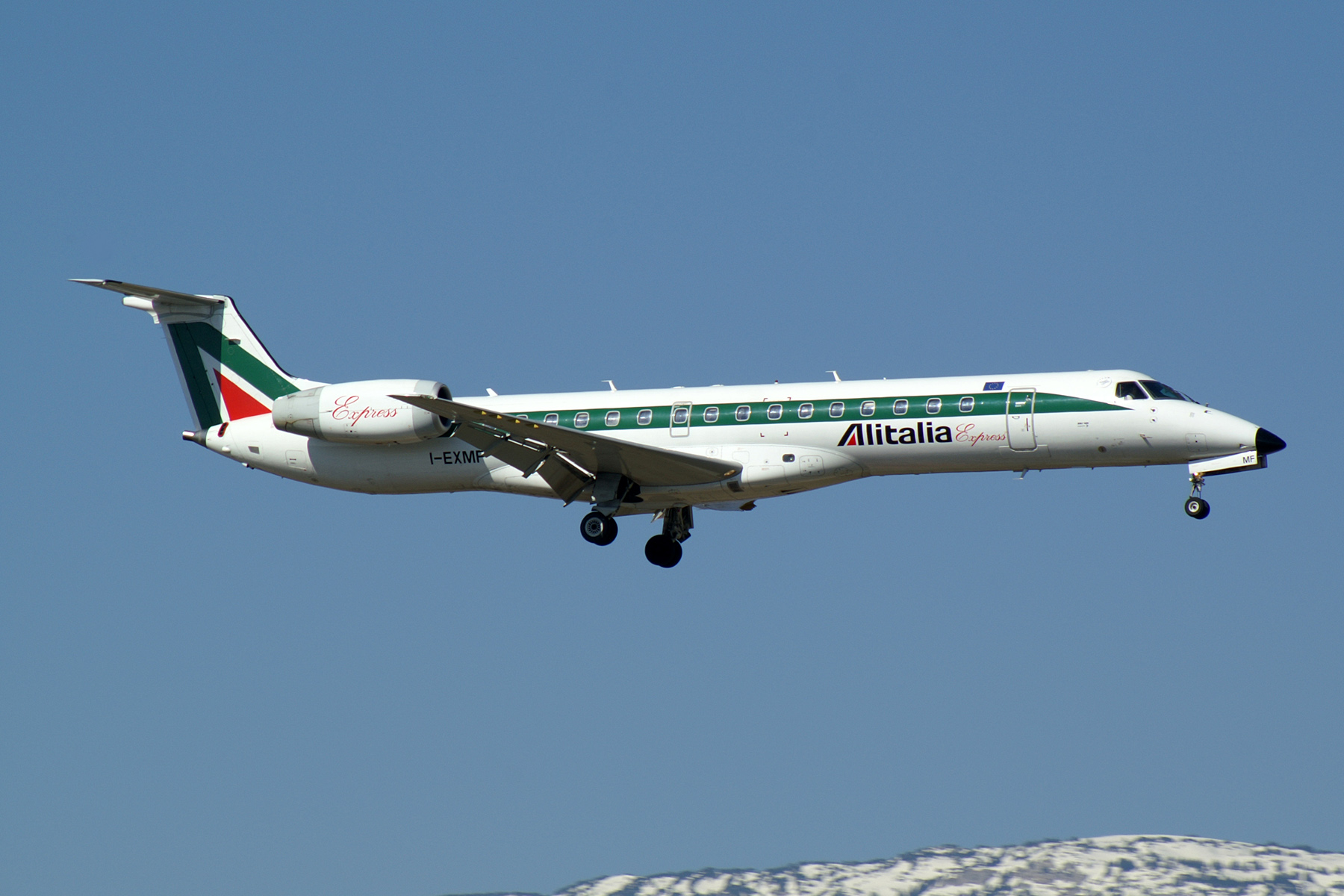
Un Embraer ERJ-145 di Alitalia Express.

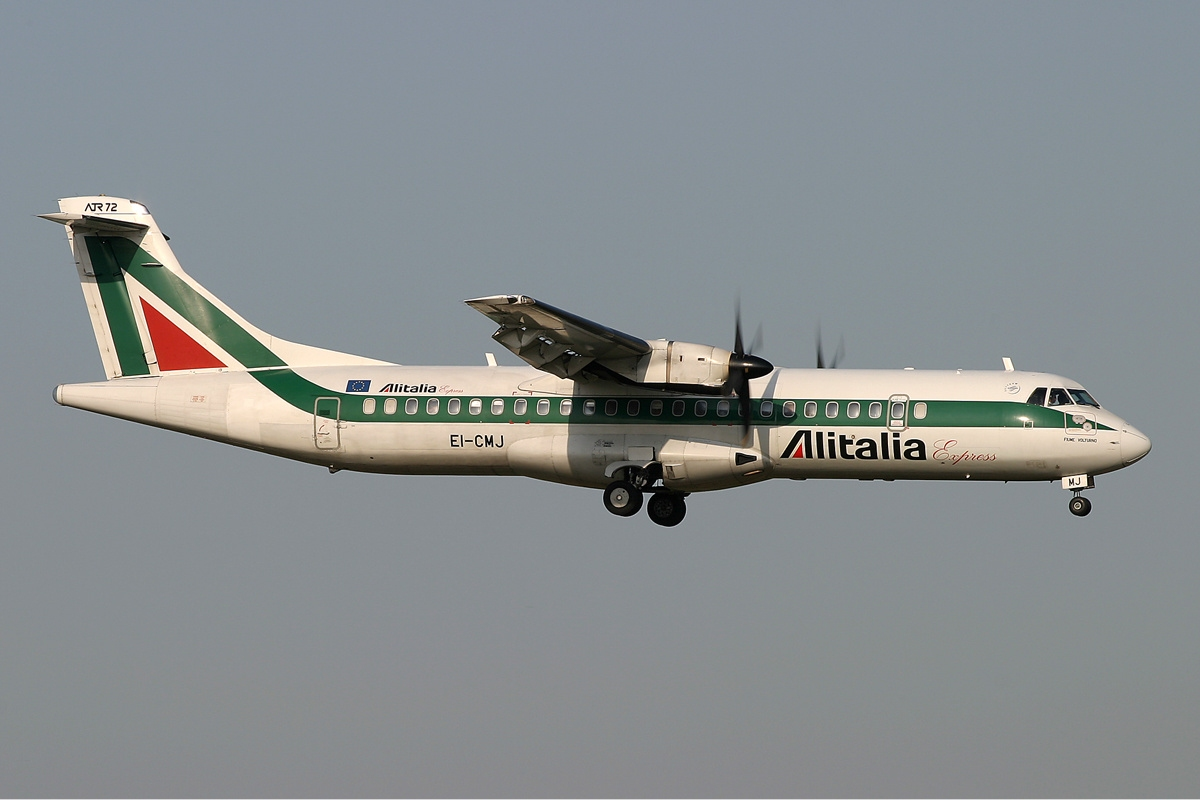
Un ATR 72 di Alitalia Express.

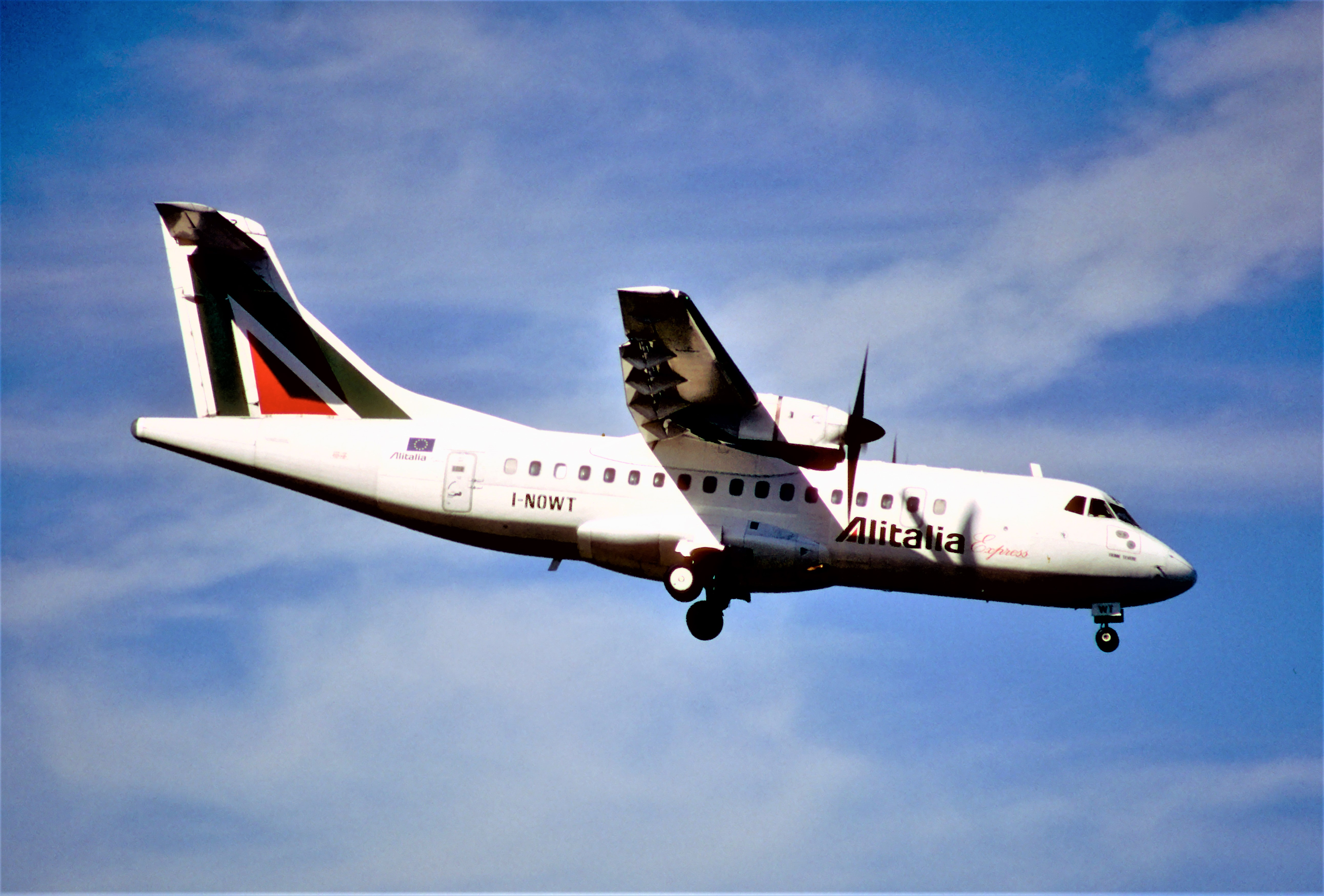
Un ATR 42 di Alitalia Express.

Alitalia Express è stata una compagnia aerea regionale totalmente controllata da Alitalia -Linee Aeree Italiane.

## Storia
Le origini della società sono complesse. Nel 1986 Alisarda costituì Avianova, vettore aereo per i collegamenti nazionali ed internazionali a breve raggio, dotata di una flotta di ATR-42. Pochi anni dopo il 50% della proprietà fu acquistata da ATI-Aero Trasporti Italiani, integrata nel gruppo Alitalia. Nella flotta si aggiungeranno anche ATR 72. La compagnia di bandiera diverrà unico azionista nel luglio 1995.
Nel 1995 Avianova ricevette in leasing i primi dei 15 Fokker 70 selezionati e fu impegnata anche in voli notturni per il trasporto postale. L'ordine per i Fokker fu poi diminuito a sole 5 unità a causa delle proteste dei sindacati che rivendicavano l'equiparazione del trattamento salariale dei piloti del bireattore olandese con quello dei colleghi di Douglas DC-9.
Nel 1996, la struttura, il personale e la flotta Avianova confluirono in Alitalia Team S.p.A., il cui scopo era quello di introdurre economie nella gestione del personale navigante grazie all'utilizzo, per esempio, del Responsabile Unico di Cabina e di contratti di lavoro meno onerosi.
Tuttavia, nella seconda metà del 1997, il ramo d'azienda comprendente gli aerei ATR 42 e ATR 72 di Avianova venne ceduto ad Alitalia Express S.p.A. Questa era stata costituita già il 23 luglio 1996 ma attivata oltre un anno più tardi (1º ottobre 1997) con l'obiettivo di gestire le attività regionali del Gruppo. Si ritiene che la ragione d'essere di questa nuova entità fossero i problemi di integrazione tra il personale Avianova e quello Alitalia, con riferimento al riconoscimento dell'anzianità di servizio e alle condizioni contrattuali.
L'azienda fu affidata a Massimo Chieli, prima direttore generale, poi amministratore delegato. Per brevi periodi di tempo furono noleggiati da terzi quadrigetti regionali BAe 146e i bigetti Dornier 328. Successivamente vennero acquistati aviogetti dell'azienda brasiliana Embraer: 14 esemplari di ERJ-145 (E-145) e 6 ERJ-170 (E-170). Nel 2003 fu nominato il nuovo amministratore delegato Agostino Cassaro già responsabile dello Sviluppo Flotta del Gruppo, che si occupò, tra l'altro, dell'inserimento in flotta degli Embraer 170. Questi furono gli ultimi velivoli ad operare con i colori Alitalia Express.
La società entrò in regime di amministrazione straordinaria nel 2008, parallelamente alla capogruppo Alitalia-Linee Aeree Italiane. La nuova Alitalia-CAI acquistò il 13 gennaio 2009 gli assets e il Certificato di Operatore Aereo di Alitalia Express in a.s. per 20 milioni di €uro tramite CAI-First S.p.A.
CAI-First gestiva un unico Airbus A320 per conto di Alitalia, al solo fine di preservare gli slot sull'aeroporto di Milano-Linate a suo tempo riservati ad Alitalia Express. Le operazioni di volo Alitalia Express furono trasferite ad Alitalia CityLiner il 6 febbraio 2015. Gli ERJ-145 rimasero in carico all'Amministrazione Straordinaria di Alitalia-LAI in quanto non rilevati dalla CAI perché il loro utilizzo era stato giudicato economicamente non conveniente e furono messi in vendita. Alitalia Express S.p.A. in Amministrazione Straordinaria ha continuato ad esistere con i debiti, mai presi in carico da CAI.

## Attività
Alitalia Express effettuava voli di linea "punto a punto" sulle rotte di corto e medio raggio dove i volumi di traffico richiedevano aerei di dimensioni ridotte. Operava inoltre voli di "feederaggio", ossia di traffico d'apporto al nodo della società capogruppo, Roma-Fiumicino, che era anche la base d'armamento. Operava infine anche alcuni voli in code-sharing con Alitalia, utilizzandone, per motivi operativi, velivoli (soprattutto Airbus A320) e personale.

## Rete
Alitalia Express operava sui seguenti aeroporti:
- Italia: Alghero, Ancona, Bergamo, Bari, Bologna, Crotone, Firenze, Genova, Lampedusa, Milano-Linate, Milano Malpensa, Pantelleria, Perugia, Pisa, Parma, Rimini, Roma-Fiumicino, Treviso, Trieste, Venezia
- Estero: Belgrado, Berlino, Bilbao, Colonia, Cracovia, Francoforte, Ginevra, Lione, Manchester, Marsiglia, Monaco, Nizza, Norimberga, Stoccarda, Timisoara, Varsavia, Vienna, Zurigo

in code sharing, con aeromobili di altre società, operava da Linate in direzione di:
- Italia: Brindisi, Catania, Lamezia Terme, Napoli, Palermo
- Estero: Parigi (CDG), Bruxelles, Londra-Heathrow

## Frequent Flyer
Alitalia Express partecipava al programma di fidelizzazione di Alitalia MilleMiglia.

## Flotta
La flotta Alitalia Express era composta, fino al 12 gennaio 2009 (ultimo giorno di operatività) da 10 velivoli turboelica ATR-72, 14 Embraer ERJ-145 e 6 Embraer 170.
Dal 13 gennaio 2009 fino a marzo 2012, fu impiegato un numero via via sempre più ridotto dei sei Embraer 170, da parte di CAI-First S.p.A. ma ancora con livrea Alitalia Express. Con la dismissione dell'ultimo esemplare, CAI-First disponeva solamente di un unico Airbus A320 nei colori Alitalia. Questo aereo fu inserito nel C.O.A. di Alitalia-SAI.

Nel corso degli anni Alitalia Express utilizzò i seguenti tipi di aerei (compreso quello ereditato da CAI-First S.p.A.):

## Fonti
- Quelli della stanza uno: I primi cinquant'anni di Alitalia, Adalberto Pellegrino, Cartabianca
- camera.it